# ألان ولفول
ألان ولفول (بالإنجليزية: Alan Woolfall)‏ هو لاعب كرة قدم بريطاني في مركز الهجوم، ولد في 30 نوفمبر 1956 في ليفربول في المملكة المتحدة. لعب مع بورت فايل ونادي بوري.